# Стрельба из лука на летних Олимпийских играх 2004
Соревнования по стрельбе из лука на летних Олимпийских играх 2004 прошли на стадионе «Панатинаикос» в Афинах, Греция. Квалификация прошла 12 августа, финальная часть — с 15  по 21 августа. 128 лучников из 43 стран боролись за 4 комплекта медалей: в мужских и женских одиночных и командных разрядах.
Стадион, часто называемый Каллимармаро и построенный в 556 году до нашей эры для проведения Панафинейских игр, принимал соревнования первых Олимпийских игр. По просьбе Джеймса Истона, президента Международной федерации стрельбы из лука, соревнования по этому виду спорта прошли на этом исторически важном объекте, в надежде, что историческое наследие и природные красоты смогут привлечь зрителей на стадион. Лоренс Годфри, занявший четвёртое место в личном первенстве среди мужчин, заметил, что «он чувствует вдохновение и гордость от участия», в то время как американец Вик Вандерл от лица большей части спортсменов, принимавших участие в этих соревнованиях, сказал: "Это великая честь и привилегия выступать на Олимпийском стадионе 1896 года."
Сборная Южной Кореи выиграла 3 из 4 разыгрывавшихся золотых медалей. Четыре олимпийских рекорда и несколько мировых рекордов были побиты, несмотря на плохие погодные условия в начальных кругах соревнования.

## Квалификация
Для квалификации спортсменов на Игры существовало четыре способа, одинаковые для обоих полов. Хозяева Игр, греки, получили по три места в каждом индивидуальном состязании. Также по три места получили страны, занявшие в 2003 году первые 8 мест в рейтинге (за исключением принимающей стороны), а также 19 лучших лучников из стран, не квалифицировавшихся через место в рейтинге. Пятнадцать из оставшихся восемнадцати мест были поровну распределены между пятью частями света по местам, занятым на первенстве континента. Оставшиеся три места были даны как wild card. В итоге в каждом индивидуальном соревновании участвовали по 64 спортсмена.
На всех состязаниях по стрельбе из лука на этих Играх дистанция до мишени составляла 70 метров. Мишень состояла из нескольких концентричных кругов и составляла в диаметре 122 см. Лучники получали очки в зависимости от круга, в который попала стрела; десять очков давалось за попадание в центральный круг, одно очко — за попадание во внешний круг.

## Формат

### Одиночный разряд
Олимпийская дисциплина в стрельбе из лука — стрельба из классического лука с 70 метров в мишень диаметра 122 см. Во время квалификационного раунда каждый стрелок делал 12 серий, по 6 стрел в каждой. По итогам квалификации была составлена турнирная сетка, которая разводила до решающих стадий лучших лучников по итогам квалификации. В 1/32 финала, 1/16 финала, 1/8 финала матчи состояли из 6 серий по 3 выстрела, а в 1/4 финала, 1/2 финала, матче за 3-е место и в финале матч состоял из 4 серий по 3 выстрела.

### Командный разряд
13 мужских и 15 женских команд вели борьбу в командных соревнованиях. Квалификация команд была произведена по отборочным соревнованиям в одиночном разряде сложением результатов всех трёх спортсменов. От участия в 1/8 финала были освобождены первые четыре сеяные команды. Матч состоял из 27 выстрелов (по 9 каждым участником).

## Призёры
| Дисциплина                                   | Золото                                                    | Серебро                                          | Бронза                                                     |
| Мужчины — личное первенство см. подробнее    | Марко Гальяццо Италия                                     | Хироси Ямамото Япония                            | Тим Каддихи Австралия                                      |
| Женщины — личное первенство см. подробнее    | Пак Сон Хён Республика Корея                              | Ли Сон Джин Республика Корея                     | Элисон Уильямсон Великобритания                            |
| Мужчины — командное первенство см. подробнее | Республика Корея · Лим Дон Хён · Чан Ён Хо · Пак Кён Мо   | Тайвань · Чэнь Шиюань · Лю Минхуан · Ван Чжэнбан | Украина · Дмитрий Грачёв · Виктор Рубан · Александр Сердюк |
| Женщины — командное первенство см. подробнее | Республика Корея · Ли Сон Джин · Пак Сон Хён · Юн Ми Джин | Китай · Хэ Ин · Линь Сан · Чжан Цзюаньцзюань     | Тайвань · Чэнь Лижу · У Хуэйжу · Юань Шуци                 |

## Страны-участницы
В соревнованиях по стрельбе из лука приняли участие представители 43 государств.  Ниже представлен список стран, в скобках — количество спортсменов.
- Австралия (6)
- Беларусь (2)
- Болгария (1)
- Бутан (2)
- Великобритания (4)
- Германия (4)
- Греция (6)
- Грузия (2)
- Дания (1)
- Египет (4)
- Индия (6)
- Индонезия (2)
- Испания (2)
- Италия (4)
- Казахстан (3)
- Канада (2)
- Китай (5)
- Куба (1)
- Лаос (1)
- Люксембург (1)
- Маврикий (1)
- Малайзия (1)
- Мексика (3)
- Мьянма (1)
- Нидерланды (3)
- Новая Зеландия (1)
- Польша (4)
- Россия (5)
- Сальвадор (1)
- США (6)
- Таджикистан (1)
- Тайвань (6)
- Тонга (1)
- Турция (4)
- Украина (6)
- Фиджи (1)
- Филиппины (1)
- Финляндия (1)
- Франция (6)
- Швеция (3)
- ЮАР (1)
- Республика Корея (6)
- Япония (6)

## Таблица медалей
Команда Южной Кореи сохранила свои доминирующие позиции в этом виде спорта, выиграв три из четырех золотых медалей и одну серебряную.  Марко Гальяццо, выиграв индивидуальное первенство у мужчин, стал первым итальянским олимпийским чемпионом в это виде спорта. Лучники Японии, чей представитель Хироси Ямамото стал вице-чемпионом, также ранее не завоевывали золотых медалей.  Представители Тайваня также ранее не завоевывали медалей в стрельбе из лука.
| Место | Страна           | Золото | Серебро | Бронза | Всего |
| ----- | ---------------- | ------ | ------- | ------ | ----- |
| 1     | Республика Корея | 3      | 1       | 0      | 4     |
| 2     | Италия           | 1      | 0       | 0      | 1     |
| 3     | Тайвань          | 0      | 1       | 1      | 2     |
| 4     | Китай            | 0      | 1       | 0      | 1     |
| 4     | Япония           | 0      | 1       | 0      | 1     |
| 6     | Австралия        | 0      | 0       | 1      | 1     |
| 6     | Великобритания   | 0      | 0       | 1      | 1     |
| 6     | Украина          | 0      | 0       | 1      | 1     |

## Интересные факты
- 41-летний японец Хироси Ямамото выиграл серебро в личном турнире спустя 20 лет после того, как завоевал «личную» бронзу на Олимпиаде 1984 года в Лос-Анджелесе. В финале в Афинах японец уступил 21-летнему итальянскому дебютанту Марко Гальяццо, которому был всего 1 год, когда японец выиграл свою первую олимпийскую медаль.
- Самый юный участник соревнований 17-летний австралиец Тим Каддихи выиграл бронзу в личном первенстве.